# Češka filharmonija
Češka filharmonija (češ. Česká filharmonie) je međunarodno poznat simfonijski orkestar iz Praga, glavnog grada Češke. Svoje koncerte orkestar održava u prostoru glazbene galerije Rudolfinum.

## Povijest
Ime "Češka filharmonija" prvi put je spomenuto 1894. godine, kao ime orkestra koji je imao koncert u Češkom narodnom kazalištu u Pragu. To je prvi koncert tog orkestra pod time imenom, koji je ostao zapisan. Antonín Dvořák je i sam ravnao orkestrom 4. siječnja 1896. tijekom izvođenja vlastitih kompozicija. Ali, orkestar je tek 1901. godine postao neovisan o sjedištu Državne opere u Pragu. Dobivši neovisnost, orkestar više nije bio vezan samo za izvođenje baleta, već je mogao i održavati vlastite koncerte. Tako je prvi reprezentativni koncert orkestra održan 15. listopada 1901., kada je orkestrom dirigirao Ludvík Čelanský, prvi šef dirigent orkestra. 1908. Gustav Mahler je ravnao orkestrom prilikom izvedbe svjetske premijere svoje 7. simfonije. No, orkestar je međunarodni ugled postigao tek za mandata Václava Talicha, koji je orkestar vodio u dva mandata: prvi mandat između 1919. i 1931., a drugi između 1933. i 1941. Pred sam kraj svog mandata poveo je orkestar u Nacističku Njemačku, gdje je izvedena Smetanina simfonijska poema Má vlast (hrv. Moja domovina) tijekom koncerta njemačkim časnicima.
Talicha je u jeku Drugog svjetskog rata naslijedio Rafael Kubelík, koji je orkestrom ravnao punih šest godina, sve do 1948. Trostruko duži mandat (18 godina) imao je Karel Ančerl, a njega 1958. nasljeđuje Václav Neumann s također dugim mandatom (1968. – 1989.) Poznati češki dirigent Jiří Bělohlávek orkestar je vodio svega dvije godine, od 1990. do 1992., iako je orkestar zapravo vodio do 1991. Naime, članovi orkestra su ga, zbog kontroverznih izvedbi, odlučili zamijeniti. Tako su izglasali Gerda Albrechta kao novog šefa dirigenta, ali samo na godinu dana. No, umjesto da je čekao istek jednogodišnjeg Albrechtovog ugovora, 1992. Bělohlávek odlazi iz orkestra. Zbog toga je Albrecht ostao na poziciji umjetničkog voditelja do 1996. Njega su naslijedili Vladimir Ashkenazy (1996. – 2003.), Zdeněk Mácal (2003. – 2007.) i Eliahu Inbal (2009. – 2012.)  U prosincu 2010. godine najavljeno je Bělohlávekovo ponovno imenovnanje šefom dirigentom Češke filharmonije za sezonu 2012./2013. na ugovor u trajanju do četiri godine.
Orkestar se može vidjeti i u filmu Dvořák - In Love? iz 1988., koji govori o životu i djelu češkog skladatelja Antonína Dvořáka na snimci izvedbe njegovog Koncerta za violončelo pod vodstvom Václava Neumanna.

## Šefovi dirigenti
| - Ludvík Čelanský (1901. – 1903.) - Vilém Zemánek (1903. – 1918.) - Václav Talich (1919. – 1931.) - Václav Talich (1933. – 1941.) - Rafael Kubelík (1942. – 1948.) | - Karel Šejna (1950.) - Karel Ančerl (1950. – 1968.) - Václav Neumann (1968. – 1989.) - Jiří Bělohlávek (1990. – 1992.) - Gerd Albrecht (1993. – 1996.) | - Vladimir Ashkenazy (1996. – 2003.) - Zdeněk Mácal (2003. – 2007.) - Eliahu Inbal (2009. – 2012.) - Jiří Bělohlávek (2012. - u službi) |

## Vanjske poveznice
- (češ.) Službena stranica
- (engl.) František Sláma, Arhiva  Arhivirana inačica izvorne stranice od 24. rujna 2015. (Wayback Machine), Povijest orkestra od 1940-ih do 1980-ih; fotografije, zvučni zapisi, snimke.
- (engl.) Šefovi dirigenti Češke filharmonije  Arhivirana inačica izvorne stranice od 14. rujna 2019. (Wayback Machine)